# Hohe Stechwinde

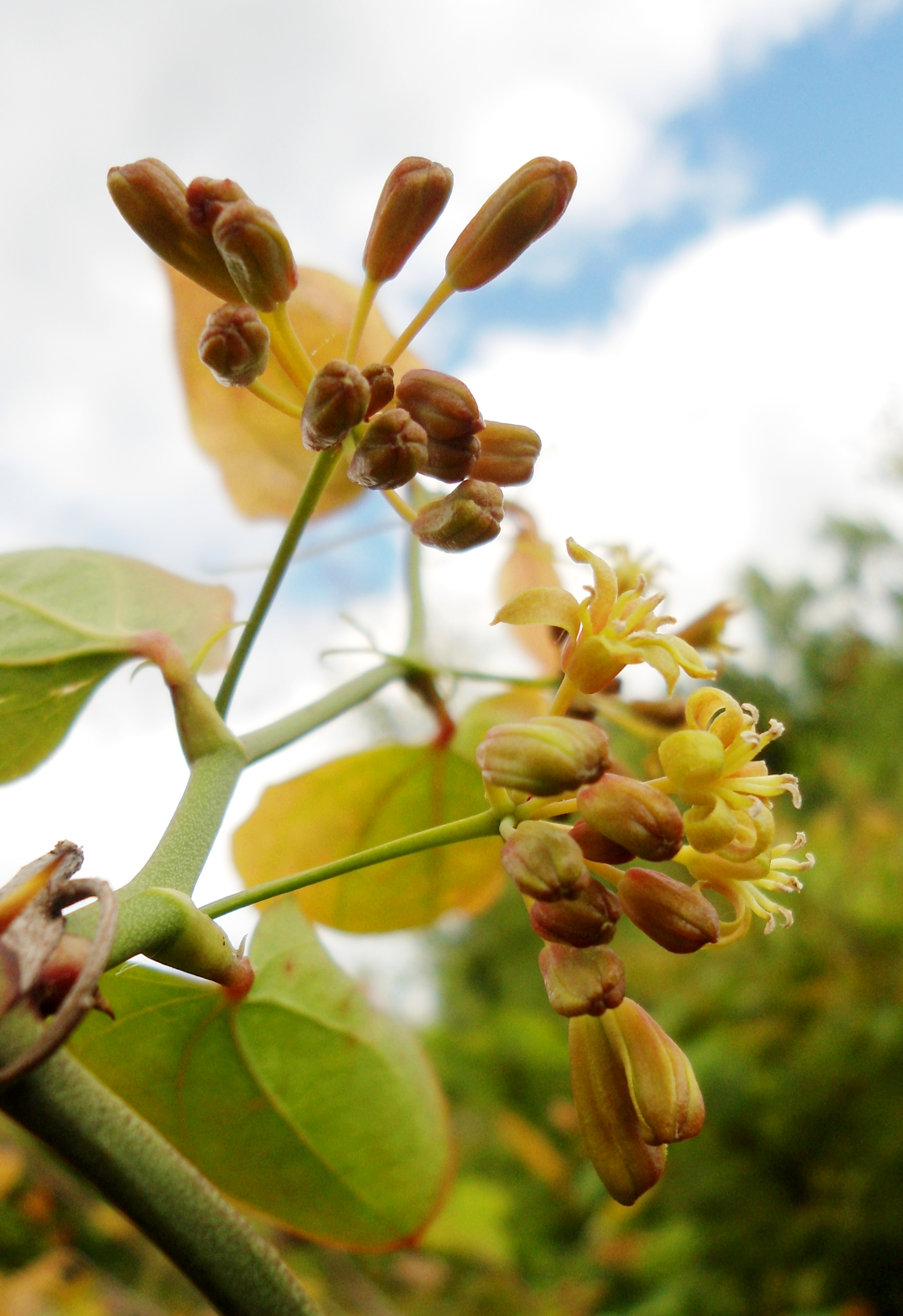
Blütenstand

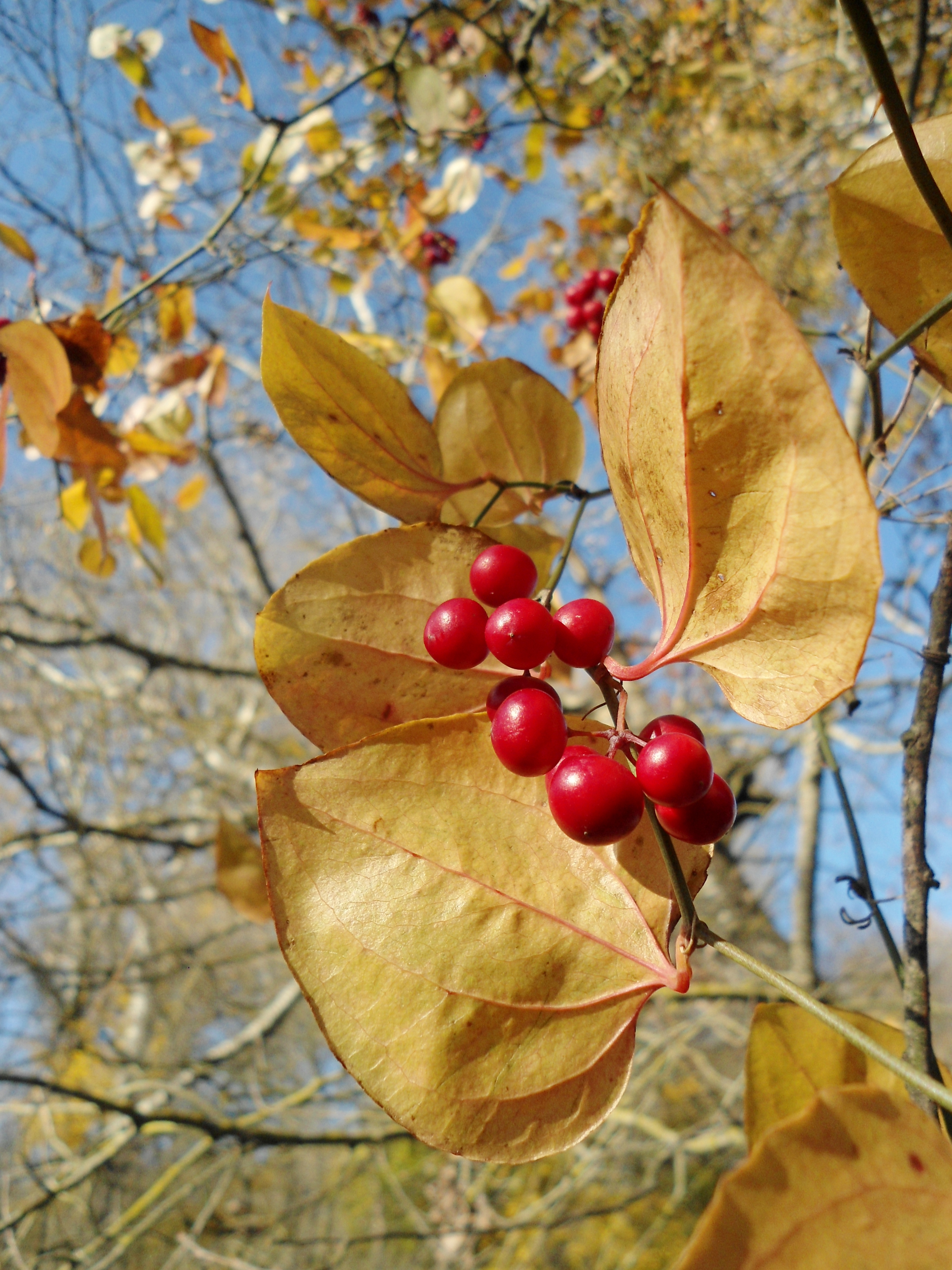
Früchte

Smilax excelsa oder die Hohe Stechwinde, ist eine Pflanzenart aus der Gattung der Stechwinden (Smilax). 
Die Art darf nicht mit Smilax aspera L. verwechselt werden, weil ein Synonym dieser Art Smilax excelsa Duhamel ist.

## Beschreibung
Bei Smilax excelsa handelt es sich um eine Kletterpflanze mit leicht kantigen bis zylindrischen Stängeln und wechselständigen, gestielten sowie eiförmigen bis rundlichen, einfachen und leicht ledrigen, ganzrandigen Laubblättern. Die langen Stängel sind mehr oder weniger bestachelt und die 5–7-aderigen, bespitzten oder spitzen bis zugespitzten Blätter sind wenig bestachelt, manchmal leicht am Rand oder unterseits auf der Mittelader. Die Blattbasis ist mehr oder weniger herzförmig oder keilförmig bis gestutzt. Die Pflanzen klettern mit Ranken die an den Blattstielen entspringen.
Die Pflanzen sind zweihäusig diözisch und die kleinen, eingeschlechtlichen und grünlich-weißen Blüten mit einfacher Blütenhülle sind in achselständigen, doldenförmigen Blütenständen angeordnet. Es werden kleine rötliche und rundliche Beeren gebildet.

## Verbreitung
Smilax excelsa kommt hauptsächlich im Iran in Georgien, Armenien, Aserbaidschan und in der Türkei bis nach Syrien, Libanon und Griechenland, Bulgarien vor.

## Verwendung
Die Pflanze wird ähnlich wie die Raue Stechwinde verwendet.
In Georgien werden die Blätter und jungen Triebe als Gemüse, frisch oder eingelegt, verwendet (Ekala; ეკალა oder Dziruga; ძიგურა). In der Türkei wird es Silcan, Melvocan, Melocan oder Merevcen genannt. Allerdings werden wohl auch andere Smilax-Arten dazu verwendet, wie Smilax aspera.